# Joe Johnson
Joe Marcus Johnson (Little Rock, Arkansas, 29 de Junho de 1981) conhecido simplesmente como Joe Johnson é um basquetebolista profissional norte-americano, que atualmente joga pelos Houston Rockets da NBA.

## Carreira Colegial
Joe jogou duas temporadas na Universidade do Arkansas, pelos Razorbacks, liderando a equipa em pontos, com uma média de 16 pontos por partida, e em ressaltos, com 5.7 ressaltos por partida, transformando-se, assim, no primeiro na história da universidade a liderar a equipa em ambos os parâmetros.

## Carreira na NBA

### Boston Celtics
Johnson inscreveu-se no Draft da NBA de 2001, sendo a 10ª escolha, escolhido pelos Boston Celtics. Johnson foi titular em 33 dos 38 primeiros jogos como um novato em Boston, mas o seu tempo de jogo diminuiu, dado a equipe ter entrado nos Playoffs, algo que os Celtics não conseguiam desde 1995.

### Phoenix Suns
Na metade de sua primeira temporada na NBA, em 20 de fevereiro de 2002, Johnson foi trocado para o Phoenix Suns, juntamente com Randy Brown, Milt Palacio e uma escolha na primeira ronda do Draft, em troca do veterano Ala Rodney Rogers e o armador Tony Delk. Com esta troca o promissor armador tornou-se uma das forças do Suns, obtendo médias de 13.25 pontos por partida nas duas primeiras temporadas atuando em Phoenix. Ele desenvolveu uma grande habilidade no seu arremesso de três pontos, tornando-se um dos melhores neste fundamento. Johnson também tem um ótimo drible.
Na temporada 2004-05, já nos Playoffs, Joe Johnson teve que se submeter a uma cirurgia na face, já que, depois de enterrar a bola, ele bateu com o rosto no aro. Por causa deste acidente, Johnson usou um protetor facial no resto dos Playoffs. Os Suns perderam para o eventual campeão, em 5 jogos, obtendo apenas uma vitória.

### Atlanta Hawks
Depois do fim da temporada 2004-05, Joe tornou-se um jogador livre e deixou claro o seu interesse em deixar os Suns,  com o objetivo de ingressar numa equipa em que ele fosse o líder. Em 19 de agosto de 2005, Johnson foi envolvido numa troca que o levaria para os Atlanta Hawks, e que daria aos Phoenix Suns o francês Boris Diaw e duas futuras escolhas na primeira ronda do Draft.
A 4 de julho de 2010 o agente do jogador anunciou que ele aceitou a proposta dos Hawks de renovação do contrato num valor de U$119 milhões por mais seis temporadas, cerca de US$ 27 milhões mais do que qualquer outra equipe poderia lhe oferecer.

### Utah Jazz
Após uma breve passagem pelo Miami Heat, a Julho de 2016, Johnson assinou pelo Utah Jazz por duas temporadas, com um salário de US$22 milhões.

## Estatísticas na NBA

### Temporada regular
| Ano      | Equipe   | PJ   | PT   | MPP  | %TC  | %3P  | %TL  | RPP | APP | ROB | TPP | PPP  |
| -------- | -------- | ---- | ---- | ---- | ---- | ---- | ---- | --- | --- | --- | --- | ---- |
| 2001-02  | Boston   | 48   | 33   | 20.9 | .439 | .273 | .769 | 2.9 | 1.5 | 0.7 | 0.2 | 6.3  |
| 2001-02  | Phoenix  | 29   | 27   | 31.5 | .420 | .333 | .778 | 4.1 | 3.6 | 0.9 | 0.4 | 9.6  |
| 2002-03  | Phoenix  | 82   | 34   | 27.5 | .397 | .366 | .774 | 3.2 | 2.6 | 0.8 | 0.2 | 9.8  |
| 2003-04  | Phoenix  | 82   | 77   | 40.6 | .430 | .305 | .750 | 4.7 | 4.4 | 1.1 | 0.3 | 16.7 |
| 2004-05  | Phoenix  | 82   | 82   | 39.5 | .461 | .478 | .750 | 5.1 | 3.5 | 1.0 | 0.3 | 17.1 |
| 2005-06  | Atlanta  | 82   | 82   | 40.7 | .453 | .356 | .791 | 4.1 | 6.5 | 1.3 | 0.4 | 20.2 |
| 2006-07  | Atlanta  | 57   | 57   | 41.4 | .471 | .381 | .748 | 4.2 | 4.4 | 1.0 | 0.2 | 25.0 |
| 2007-08  | Atlanta  | 82   | 82   | 40.8 | .432 | .381 | .834 | 4.5 | 5.8 | 1.0 | 0.2 | 21.7 |
| 2008-09  | Atlanta  | 79   | 79   | 39.5 | .437 | .360 | .826 | 4.4 | 5.8 | 1.1 | 0.2 | 21.4 |
| 2009-10  | Atlanta  | 76   | 76   | 38.0 | .458 | .369 | .818 | 4.6 | 4.9 | 1.1 | 0.1 | 21.3 |
| 2010-11  | Atlanta  | 72   | 72   | 35.5 | .443 | .297 | .802 | 4.0 | 4.7 | 0.6 | 0.1 | 18.2 |
| 2011-12  | Atlanta  | 60   | 60   | 35.5 | .454 | .388 | .849 | 3.7 | 3.9 | 0.8 | 0.2 | 18.8 |
| 2012-13  | Brooklyn | 72   | 72   | 36.7 | .423 | .375 | .820 | 3.0 | 3.5 | 0.7 | 0.2 | 16.3 |
| 2013-14  | Brooklyn | 79   | 79   | 32.6 | .454 | .401 | .815 | 3.4 | 2.7 | .6  | .1  | 15.8 |
| 2014-15  | Brooklyn | 80   | 80   | 34.9 | .435 | .359 | .801 | 4.8 | 3.7 | .7  | .2  | 14.4 |
| 2015-16  | Brooklyn | 57   | 57   | 33.9 | .406 | .371 | .852 | 3.9 | 4.1 | .7  | .0  | 11.8 |
| 2015-16  | Miami    | 24   | 24   | 32.0 | .518 | .417 | .765 | 2.8 | 3.6 | .9  | .1  | 13.4 |
| Total    | Total    | 1143 | 1073 | 36.0 | .442 | .372 | .801 | 4.1 | 4.2 | .9  | .2  | 16.9 |
| All-Star | All-Star | 6    | 1    | 16.8 | .390 | .310 | .000 | .8  | 1.3 | 1.2 | .0  | 6.8  |

### Playoffs
| Ano   | Equipe   | PJ  | PT | MPP  | %TC  | %3P  | %TL  | RPP | APP | ROB | TPP | PPP  |
| ----- | -------- | --- | -- | ---- | ---- | ---- | ---- | --- | --- | --- | --- | ---- |
| 2003  | Phoenix  | 6   | 0  | 27.3 | .275 | .154 | .400 | 4.3 | 1.3 | 0.7 | 0.3 | 5.3  |
| 2005  | Phoenix  | 9   | 9  | 39.4 | .504 | .556 | .697 | 4.3 | 3.3 | 1.1 | 0.4 | 18.8 |
| 2008  | Atlanta  | 7   | 7  | 39.3 | .409 | .444 | .909 | 3.9 | 4.0 | 0.3 | 0.0 | 20.0 |
| 2009  | Atlanta  | 11  | 11 | 39.0 | .417 | .353 | .622 | 4.5 | 3.5 | 1.3 | 0.0 | 16.4 |
| 2010  | Atlanta  | 11  | 11 | 40.0 | .387 | .220 | .810 | 5.1 | 5.0 | 0.9 | 0.3 | 17.9 |
| 2011  | Atlanta  | 12  | 12 | 41.4 | .439 | .429 | .810 | 4.6 | 3.3 | 1.1 | 0.1 | 18.8 |
| 2012  | Atlanta  | 6   | 6  | 40.5 | .373 | .250 | .750 | 3.5 | 3.5 | 1.3 | 0.2 | 17.2 |
| 2013  | Brooklyn | 7   | 7  | 38.7 | .417 | .256 | .889 | 3.1 | 2.7 | 1.1 | 0.0 | 14.9 |
| 2014  | Brooklyn | 12  | 12 | 39.1 | .533 | .415 | .837 | 3.8 | 2.9 | .5  | .3  | 21.2 |
| 2015  | Brooklyn | 6   | 6  | 41.5 | .362 | .293 | .792 | 7.7 | 4.8 | 1.2 | .0  | 16.5 |
| 2016  | Miami    | 14  | 14 | 35.1 | .430 | .283 | .875 | 4.7 | 2.5 | .6  | .2  | 12.1 |
| Total | Total    | 101 | 95 | 38.5 | .427 | .342 | .781 | 4.5 | 3.4 | .9  | .2  | 16.6 |